# شین (شرکت)
شین ( ‎/ˈʃiːɪn/‎ SHEE-in ؛ به سبک SHEIN ؛ Chinese    ) یک خرده‌فروشی آنلاین مد و لباس واقع در کشور چین است. شین با نام اصلی ZZKKO در سال ۲۰۰۸ توسط کریس جو در نانجینگ چین تاسیس شد. عمدهٔ شهرت این شرکت به دلیل ارائهٔ پوشاک با قیمت مناسب است. در مراحل اولیه، شین بیشتر به عنوان یک تجارت حمل و نقل قطره‌ای در نظر گرفته می‌شد تا یک خرده‌فروشی. این شرکت در روزهای اولیهٔ فعالیت خود، در زمینهٔ طراحی و تولید لباس فعالیتی نداشت و صرفا محصولات خود را از بازار عمده‌فروشی پوشاک در گوانگژو تهیه می‌کرد.  در سال ۲۰۱۲ بود که شین شروع به خرید سیستم زنجیره‌ی تامین خود کرد و بدین ترتیب به یک خرده‌فروش کاملا یکپارچه تبدیل شد.  این شرکت زنجیره‌ی تامین خود را در گوانگژو با شبکه‌ای متشکل از بیش از ۳۰۰۰ تامین‌کننده تاسیس کرده است.  شین که در چین مستقر است و در بیش از ۱۵۰ کشور خدمات ارسال دارد، تا تاریخ ۲۰۲۲ بزرگترین خرده‌فروش مد در جهان بوده است. ارزش این شرکت پس از یک دور تأمین مالی در آوریل ۲۰۲۲، ۱۰۰ میلیارد دلار برآورد شده است. 